# Армавирский рубль
Армавирский рубль — суррогатные денежные знаки (бумажные, а также металлические боны, токены), выпускавшиеся на территории города Армавир в 1918—1920 годах.

## Металлические разменные знаки

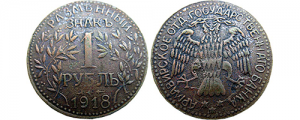
1 рубль 1918, Армавир (1-й выпуск)

Выпуск был обусловлен нехваткой разменной монеты. Штампы для монет создал гравёр чешского происхождения Иосиф Задлер (австрийский военнопленный). Первоначально предполагалось выпускать серебряные монеты, однако из-за нехватки серебра в качестве материала была принята медь.
Первый пробный выпуск был литой (низкого качества), в дальнейшем в качестве штампа были использованы прокатные валики.
Всего монет было отчеканено на сумму 60 000 рублей (главным образом 3-рублёвые монеты).
В дальнейшем планировалось выпускать также серебряные и золотые монеты: серебряные достоинством 10, 15, и 25 рублей, а золотые — 50 и 100 рублей. Это намерение не было реализовано.
Чеканка была прервана 27-30 июля 1918 года (белые вошли в город, но были вновь выбиты оттуда), и прекращена после того, как 18 сентября 1918 года Армавир перешёл под контроль Добровольческой армии на следующие 2 года. Белогвардейские власти не признавали данные денежные знаки (как и вообще любые дензнаки, выпущенные советской властью).
После восстановления советской власти в марте 1920 года, начался обмен дензнаков, выпущенных советской властью до прихода белых, на совзнаки. Однако монеты, в связи с высокой инфляцией, фактически не обменивались, так как стоимость их металла была намного выше номинала.
1-й выпуск (пробный), литые монеты;
- медь (1 и 3 рубля), алюминий (5 рублей);

2-й выпуск, чеканные монеты
- медь (1, 3, 5 рублей), серебро (пробный выпуск, 10 монет достоинством 3 рубля).

Аверс монет 1 и 2 выпусков имеет заметные визуальные различия.
На монетах первого (пробного) выпуска герб Российской республики имеет довольно грубый дизайн, при этом его изображение не однотипно, а отличается на монетах разного номинала.
Монеты 2-го выпуска выглядят более изящными, герб Российской республики однотипен для монет всех номиналов и внешне напоминает современный символ Банка России, изображённый на российских монетах в 1992—2015 гг.
Аверс: надпись «Размѣнный знакъ — (номинал цифрой) рублей», «1918», изображение четырёх лавровых веток. Реверс: двуглавый орёл без короны, скипетра и державы (Эмблема Российской республики), по окружности надпись «Армавирское отд. Государственнаго Банка». Под средним пером хвоста орла можно рассмотреть в лупу инициалы гравёра Задлера «I. S.».
Монеты имеют точечный ободок. Гурт монет имеет насечку. Некоторые монеты первого выпуска достоинством в 1 рубль были без инициалов гравёра и насечки на гурте и вместо лавровых ветвей имели орнамент.
Изначально была выпущена медная монета достоинством 3 рубля. но большего размера. Было принято решение уменьшить размер трехрублевой монеты, а в этом размере чеканить монету в 5 рублей. Сколько было выпущено больших трехрублевиков, неизвестно. В 80х годах один из них был в коллекции армавирского нумизмата Коваленко Л.П.

## Боны городских властей
В 1918 году, при возникновении нехватки денежных средств, вместо выпуска городских денег Армавир пошёл по пути выпуска чеков частных банков, акцептованных Госбанком и гарантированных денежными средствами указанных организаций на счету в Госбанке. Чеки содержали текст о том, что они акцептованы Госбанком и имеют хождение наравне с кредитными билетами
Сначала были выпущены чеки крупных номиналов, затем последовал 2-й выпуск чеков — мелкими номиналами. Летом часть чеков была погашена государственными деньгами.
Всего чеков было выпущено на сумму в 48 миллионов рублей.
После занятия белыми Армавира в сентябре 1918 г. лишь небольшая часть чеков была ими погашена.
В начале 1920 года, в связи с недоверием населения к крупным банкнотам белых и наступлением красных городская управа подготовила к выпуску новые боны. По замыслу они должны были служить для размена белогвардейских купюр в 10 000 рублей. Фактически же эти боны (квитанции) вошли в употребление с приходом красных в марте 1920 года — одновременно началось погашение бонов 1918 года выпуска. Население принимало их крайне неохотно, и к лету 1920 года их полностью вытеснили совзнаки.

## Коммерческие боны
Кроме указанных монет и банкнот, как при советской власти (лето 1918 и с марта 1920), так и при белых (осень 1918—1920) в обороте находились бумажные расчётные боны (квитанции). В отличие от монет, они выпускались не властями Армавира, а местными коммерческими организациями и по сути являлись переводными векселями.